# Jelena Tomašević
Jelena Tomašević (in serbo Јелена Томашевић?,  [jɛ̌lɛna tɔmǎːʃɛv̞itɕ]; Negotin, 1º novembre 1983) è una cantante serba.

## Biografia
Inizia la propria carriera all'età di soli 8 anni quando riesce a conquistare la vittoria al concorso canoro per bambini Šarenijada a Kragujevac. Nel 2002 partecipa e vince l'edizione nazionale degli Idol, chiamato 3K dur ed andato in onda su RTS3. Nel 2005 comincia la collaborazione professionale con Željko Joksimović che per lei compose la canzone Jutro con la quale Jelena ha partecipato al concorso di Beovizija.
Nel 2008 partecipa nuovamente al Beovizija che viene da lei vinto con la canzone Oro, la stessa canzone con la quale parteciperà all'Eurovision, aggiudicandosi la 6ª posizione finale.

## Discografia
- Panta Rei (2008)